# 11º Stormo
L'11º Stormo da Bombardamento Terrestre della Regia Aeronautica, fu costituito il 1º gennaio del 1936 sull'Aeroporto di Ferrara-San Luca e sciolto nel 1940.

## Storia
L'11º Stormo da Bombardamento Terrestre nasce il 1º gennaio del 1936 sull'Aeroporto di Ferrara-San Luca, formato dal 33º Gruppo (59ª Squadriglia e 60ª Squadriglia) ed il 34º Gruppo (67ª e 68ª Squadriglia) sui Fiat B.R.3. Dal gennaio 1936 era al comando del Tenente Colonnello Marziale Cerutti fino a marzo 1938.
Nell'aprile 1936 riceve gli S.M.81 e il 1º ottobre nasce il 38º Gruppo (49ª Squadriglia e 50ª Squadriglia) che dall'11 dicembre passa nel 32º Stormo.
Il 3 aprile 1937 lo Stormo ricevette la Bandiera di guerra e nel marzo 1938 passa al comando del Tenente Colonnello Antonino Serra fino al dicembre successivo.
Entro luglio 1938 transita sui Caproni Ca.135 ma a causa di problemi tecnici nel mese di ottobre passa sugli S.M.79.
Dal dicembre 1938 era al comando del Tenente Colonnello Arnaldo Lubelli fino al luglio 1940 e dall'8 aprile 1939 il Reparto va all'Aeroporto di Foggia.

### Seconda guerra mondiale
Dal 6 giugno 1940 lo stormo va all'Aeroporto di Comiso con 33 S.79 al comando del Colonnello Lubelli con il 33º Gruppo del Tenente Colonnello Ferri Forte ed il 34º Gruppo comandato dal Maggiore Vittorio Cannaviello con la 67ª e 68ª Squadriglia (8 SM 79 ognuna) inquadrato nella 3ª Divisione Aerea Centauro del Gen. D.A. Ettore Lodi di Catania nella 2ª Squadra aerea.
L'11 giugno attacca l'arsenale di Burmola con 15 aerei ripetuto lo stesso giorno sulla base navale.
Dopo altri attacchi avvenuti i giorni seguenti il 34º Gruppo al 28 giugno è all'Aeroporto di Gadurrà con 12 S.79.
Il 4 luglio l'aereo del Magg. Cannaviello e del Capitano Ugo Pozza (comandante della 67ª Squadriglia) partecipò, insieme ad altri 9 S.79, ad un'incursione su Alessandria d'Egitto. Il loro velivolo fu pesantemente colpito dalla reazione nemica, ed il Cap. Pozza venne mortalmente ferito. Anche il sergente maggiore Armando Di Tullio rimase ucciso mentre sparava con una mitragliatrice, da una raffica tirata da un caccia Gloster Gladiator del No. 80 Squadron della Royal Air Force della base RAF El Amiriya (16 km a sud-sud-ovest di Alessandria).
Il 20 aprile 1941 la 67ª e 68ª Squadriglia del 34º Gruppo Aerosilurante vengono chiuse e sostituite dalla 279ª Squadriglia e 281ª Squadriglia siluranti.
Il 15 maggio 1941 anche il 34º Gruppo viene chiuso e le squadriglie trasferite.
Il 15 luglio 1940 invece il 33º Gruppo diventato autonomo passa alla 13ª Divisione Aerea Pegaso dislocata in Libia operando dall'Aeroporto di Benina e di Tmnini.
Il 13 dicembre successivo il Cap. Loris Bulgarelli (comandante della 60ª Squadriglia) rimase ucciso durante un'azione di bombardamento in Africa settentrionale italiana, eseguita a bassa quota contro una colonna corazzata inglese.
Nel mese di dicembre il 33º Gruppo torna all'Aeroporto di Capodichino ed il 12 gennaio 1941 va all'Aeroporto di Pisa-San Giusto nel 9º Stormo Bombardamento Terrestre.
L'11º Stormo viene chiuso il 15 luglio 1940.

### Periodici
- Marco Mattioli, Tre destini per un sacrificio, in Aerei nella Storia, n. 93, Parma, West-Ward Edizioni, dicembre-gennaio 2013,  pp. 32-36, ISSN 1591-1071 (WC · ACNP).